# Madeleine de Jaureguiberry
Madeleine de Jaureguiberry (ou Madeleine Jauregiberri, née à Alos le 13 octobre 1884 et morte à Sibas le 20 octobre 1977) est une écrivaine et militante de la langue basque. 

## Biographie
Madeleine de Jaureguiberry est la troisième de neuf enfants. Elle naît en Soule mais passe une partie de son enfance en Argentine. La famille revient au Pays Basque alors qu'elle est encore enfant.  
Après des études à l'École normale de Pau en 1906, elle repart en Argentine où elle enseigne le français pendant six ans.  
En 1914, elle rentre en Soule. Elle ne se marie pas et vit avec sa mère dans la maison Sibasia à Sibas (son père décède en 1917 de la grippe espagnole).
Dans les années 1930, elle crée le premier mouvement de femmes du Pays basque français sous le nom de Begiraleak (qui signifie "les gardiennes") en lien avec le mouvement en faveur du Pays basque (Euskal-Herriaren alde : Pour le Pays basque), créé par le prêtre Piarres Lafitte, dans lequel elle s'engage avec son frère Jean Jauregiberri. Elle écrit également dans la revue mensuelle du mouvement intitulée Aintzina.  
En Soule, elle enseigne le basque dans les écoles primaires des alentours de Sibas (Alos, Abense, Lacarry). Bien qu'elle ne soit pas membre du système éducatif français, le gouvernement français lui décerne les Palmes académiques pour la méthode d'enseignement du basque qu'elle a développée dans les écoles du Pays basque français. Cette méthode a été approuvée par la délégation Éducation de Pau car même les enseignants qui ne connaissaient pas le basque pouvaient l'utiliser. Elle est publiée sur un disque contenant des mots en basque et en français.
Durant la guerre civile espagnole, face aux souffrances subies par les nationalistes basques du sud, elle réunit des écrivains de renom (Mauriac, Bernanos) afin de dénoncer cette situation. Elle se consacre également à l'accueil des réfugiés qui fuient le régime franquiste.
Pendant la Seconde Guerre mondiale, Madeleine Jauregiberri apporte son soutien à son frère Clément qui est à la tête du réseau de résistance en Soule.
Son engagement en faveur de la langue basque et sa connaissance de celle-ci l'amènent dans un premier temps à être nommée membre correspondant de l'Académie de la langue basque (Euskaltzaindia), puis membre honoraire en 1975.

## Œuvres
Théâtre
Elle a créé des brochures pour les écoles basques, un disque et trois œuvres théâtrales : 
- Miraküilü bat
- Zikoitza
- Eüskaldünen jauntziak

Journalisme
Elle a collaboré à de nombreux magazines, principalement avec des articles ayant pour sujet  la langue basque : 
- Herria
- Gure Herria
- Basque-Eclair
- Sud-Ouest
- Le Miroir de la Soule

## Une pastorale en son honneur
En 2000, le village souletin d'Esquiule la met à l'honneur en mettant en scène la pastorale Madalena Jauregiberri, écrite par Pier Paul Berzaitz. 

## Prix et reconnaissance
Elle a reçu les Palmes académiques.
À la fin de sa vie, son statut de pionnière dans de nombreux domaines commence à être reconnu publiquement au Pays basque. Par exemple, une rue du  quartier de Loiola à Saint-Sébastien, est appelée « Madalena Jauregiberri Paseo ».